# Gedung Wani (Runjung Agung)
Gedung Wani is een bestuurslaag in het regentschap Ogan Komering Ulu Selatan van de provincie Zuid-Sumatra, Indonesië. Gedung Wani telt 2883 inwoners (volkstelling 2010).